# Jan de Munck (bakker)
Jan de Munck (Hooglede - Nieuwpoort, 30 augustus 1605) was een slachtoffer van de heksenvervolging in Europa.
Jan was een succesvol bakker in Nieuwpoort. Concurrenten dachten hem te kunnen elimineren met een aanklacht wegens hekserij. Ze verweten hem dat hij twee uur minder nodig had dan andere bakkers om hetzelfde aantal broden te bakken. Jan Verdieu, een lid van de gilde van bakkers en molenaars, schreef zijn verlies in meel en geld toe aan de toverij van Jan de Munck. Een molenaar verklaarde dat hij van de zakken die Jan de Munck bracht, driemaal minder meel kreeg dan normaal. Joos Slabbynck was een andere getuige die Jan de Munck beschuldigde van hekserij.
Op 15 juli 1605 gaf Jan de Munck zich vrijwillig aan bij het gerecht en stelde zich 'ter purge' om van alle roddels af te zijn. Tijdens de ondervraging voerde Jan aan dat jaloezie de oorzaak was van de 'kwade straetmare' die over hem de ronde deed. De schepenbank was niet overtuigd en besliste hem te pijnigen. Anderhalve maand na zijn aanhouding werd Jan de Munck in Nieuwpoort geëxecuteerd met het vuur.